# Mob Mentality
Mob Mentality é um álbum split lançado pelas bandas Dropkick Murphys e The Business em 2000. Esse álbum se deu a partir do EP Mob Mentality 7" de 1999.

## Faixas
| N.º            | Título                       | Compositor(es)                          | Duração |  |
| 1.             | "Mob Mentality"              | McBusiness (Business, Dropkick Murphys) | 2:04    |  |
| 2.             | "In the Streets of London"   | Dropkick Murphys                        | 1:12    |  |
| 3.             | "Informer"                   | The Business                            | 1:56    |  |
| 4.             | "Going Strong"               | Dropkick Murphys                        | 2:27    |  |
| 5.             | "Keep the Faith"             | The Business                            | 2:54    |  |
| 6.             | "Freedom"                    | The Business                            | 1:45    |  |
| 7.             | "Boys on the Docks"          | Dropkick Murphys                        | 2:26    |  |
| 8.             | "Borstal Boys"               | Ian McLagan, Rod Stewart, Ronnie Wood   | 2:43    |  |
| 9.             | "The Kids Are Alright"       | Pete Townshend                          | 2:30    |  |
| 10.            | "Hang Up Your Boots"         | Slapshot                                | 2:21    |  |
| 11.            | "Knock Me Down"              | The Outlets                             | 2:46    |  |
| 12.            | "Mob Mentality (7" Version)" | McBusiness (Business, Dropkick Murphys) | 2:21    |  |
| Duração total: | Duração total:               | Duração total:                          | 27:25   |  |

## Recepção da crítica
| Críticas profissionais | Críticas profissionais |
| Avaliações da crítica  | Avaliações da crítica  |
| Fonte                  | Avaliação              |
| ---------------------- | ---------------------- |
| Allmusic               | [ 1 ]                  |

Allmusic deu três estrelas de cinco ao álbum, dizendo que é certamente uma colaboração bruta de Oi!.